# Horn Artúr (agrármérnök)
Horn Artúr (Kairó, 1911. március 24. – Budapest, 2003. november 24.) állami díjas magyar mezőgazdasági mérnök, egyetemi tanár, a Magyar Tudományos Akadémia rendes tagja.
Nevéhez fűződik a populációgenetikai szemlélet bevezetése a magyar állattenyésztésbe és a specializált szarvasmarha-típusok kialakítása. Nemzetközi hírű tudós akadémikus volt, de elsősorban mindig tanárnak vallotta magát.

## Családja, tanulmányai
Az åminnei Horn svéd történelmi, bárói, majd grófi család Koppenhágába települt ágától származtak.
Apja, Horn Albert, nemzetközi gazdasági szakértő volt. Beszélt svéd, francia, angol, német, olasz és arab nyelven. Anyja Beöthy Kata, Beöthy Zsolt irodalomtörténész professzor leánya.
A szülők kairói tartózkodásuk után Svájcba költöztek, a kisgyermek Artúr itt járt iskolába Zugban, a Zugerbergi intézetben. Majd az osztrák Mariaschutz lett a család lakóhelye, de Semmering vidéki villájukban is sokat tartózkodtak, ahol a fiatal Horn Artúr tanulmányai mellett elkezdett komolyan foglalkozni az állatokkal, főként a madarak megfigyelésével, szaporításával.
1922-ben költöztek Magyarországra. Az addig csak gót betűvel írni tudó Artúr eleinte a Reichsdeutsche Schule-ba járt, majd a Fasori Evangélikus Gimnáziumba, s itt is kiemelkedett a természetrajzi tárgyakból. Később a Werbőczy (ma Petőfi) Gimnázium esett közelebb lakásukhoz. A Várhegy oldalán lévő, Tábor utcai villájukban is akvarisztikával és postagalamb-tenyésztéssel, röptetéssel foglalkozott, mely tevékenységét felnőtt korában is, egészen 1940-ig folytatta. 1934-ben végzett a budapesti M.kir.József Nádor Műszaki és Gazdaságtudományi Egyetem Mezőgazdasági és Állatorvosi Karának Mezőgazdasági osztályán. Egy évre rá summa cum laude minősítéssel doktorált. Tanárai közül Konkoly Thege Sándor professzor volt nagy hatással szakmai fejlődésére. Saját galambász tapasztalatait is felhasználta doktori disszertációjához, mely a postagalamb küllemének és teljesítményének összefüggéseiről szólt. 1943-ban magántanárrá habilitálta a Közgazdasági Egyetem.
Esküvőjét 1940-ben már doktori címe birtokában tartotta, Mehlschmidt Franciskával, a Mányhoz tartozó Alsóörs pusztán lévő Mehlschmidt kastélyban és annak kápolnájában. Ezután Szentendrén települtek le, ahol három fiuk született, Péter, András és ifjabb Artúr. Horn Péter (1942. január 13.) agrármérnök lett, később a Magyar Tudományos Akadémia rendes tagjává is választották. Horn András (1943. március 12.) ugyancsak agrármérnök és növényvédelmi szakmérnök lett, 2006-tól a soproni Nyugat-magyarországi Egyetem címzetes egyetemi docense. A legkisebbik fiú, ifjabb Horn Artúr (1954. június 10.) mezőgazdasági főiskolát végzett; családjával önálló állattenyésztő farmot üzemeltet Szennán.

## Pályafutása
Wellmann Oszkár mellett az Országos Törzskönyvezési bizottság titkára volt több éven át. 1942-ben jelent meg alapvető munkája, az Újabb irányzatok a szarvasmarhatenyésztésben című könyve. Itt fejtette ki az új populációgenetikai elvek alapján álló módszereket és szabályokat. 1946-1949-ig a Magyar Agrártudományi Egyetem keszthelyi osztályának tanszékvezető tanára volt, majd 1949-ben a Gödöllőre költöztetett Agrártudományi Egyetem Állattenyésztéstani tanszékének lett tanszékvezető professzora és dékánja. Egészen 1957-ig tanított itt, s kezdett kialakulni tudományos iskolája. 1955-ben jelentette meg Általános állattenyésztés című könyvét, amely nemcsak tankönyvként, hanem szakmai segédkönyvként a gyakorlatban használatos mind a mai napig. 1952-ben addigi munkássága alapján megkapta a kandidátusi fokozatot, 1954-ben a heterozis tenyésztéssel kapcsolatos munkássága révén az akadémia doktora lett, 1957-ben pedig az NDK-ban lett akadémiai levelező tag.
1957-ben politikai okból – mivel 1956 októberében tevőlegesen részt vett az egyetemet érintő egyes forradalmi cselekményekben, a legitim vezetés megszüntetésében és az intézmény irányításának átvételében, sőt még azt is felrótták neki, hogy a forradalmárok kezére juttatott egy államvédelmi hadnagyot – több tanártársával együtt távozni kényszerült az egyetemről. Ekkor az Állattenyésztési Kutató Intézetben kapott munkát, és kialakult körülötte az a kis munkacsoport, amely „Jersey Klub” néven írta be nevét a magyar állattenyésztés történetébe.
Ezekben az években alakították ki a tejelő magyar tarka, a tejelő magyar barna és a hungarofriz fajtákat. 1961-ben az Magyar Tudományos Akadémia is levelező, majd 1967-ben rendes tagjai közé választotta.
Kutatómunkáját részben a Márkus József professzor által 1949-ben megszervezett Állattenyésztési Kutatóintézetben mint alapító tag, osztály-, illetve csoportvezető és tudományos tanácsadó, részben pedig egyetemi tanárként végezte.
1963-ban a felettes állami és pártszervek felülvizsgálták az 1957 óta végzett munkáját és politikai magatartását, melynek alapján úgy határoztak, hogy vissza kívánják helyezni egyetemi oktatói munkakörbe. A döntés indoklásánál azt is kiemelték, hogy az állatorvosképzés keretében az állattenyésztés-oktatás súlyának és jelentőségének megnövekedése indokolttá teszi, hogy Horn Artúr, a képességeinek és felkészültségének megfelelően betöltse az Állatorvostudományi Egyetem Állattenyésztéstani Tanszékének vezetői állását. Ennek megfelelően visszatérhetett az egyetemi katedrára és nyugdíjazásáig tanszékvezető egyetemi tanárként tevékenykedett.
E minőségében korszerűsítette az állattenyésztés felsőfokú oktatását, bevezette a populáció- és kvantitatív genetikát, valamint a biometriát. Országos méretű nagyüzemi kísérletei négy évtizeden át az állami gazdaságokban és a termelőszövetkezetekben folytak. Az alkalmazott genetika művelése során elért eredményeiért a Brnói Mezőgazdasági Főiskola 1965-ben díszdoktorává avatta. Ugyanebben az évben az Angol Szarvasmarhatenyésztők Szövetsége tiszteletbeli tagjává választotta. 1967-ben a Halle-Wittenbergi Egyetem, 1975-ben a Lengyel Tudományos Akadémia tiszteletbeli tagjává.
Tudományszervezőként meghívott szakértő volt az NDK-ban, Csehszlovákiában, Indiában, Írországban, Kubában és a FAO keretében Európa és Amerika számos tekintélyes egyetemén tartott előadást három éven át. Szerkesztőbizottsági tagja volt több hazai és nemzetközi tudományos folyóiratnak.
1980-ban ment nyugdíjba, és attól kezdve haláláig továbbra is tanította, hasznos tanácsokkal látta el tanítványait.
1986-ban a Gödöllői Agráregyetem, 1987-ben pedig a budapesti Állatorvostudományi Egyetem avatta díszdoktorává. Az állattenyésztésben végzett munkáját elismerve a Belga Királyi Orvostudományi Akadémia levelező tagjává választotta.

## Díjai, kitüntetései
- Állami Díj (1978) – Az állattenyésztés, különösen az állatgenetika terén több évtizeden át kifejtett kiemelkedő tudományos és oktató tevékenységéért.
- Nemzetközi Aranytojás Díj (1970, EAAP)[5]
- Akadémiai Aranyérem (1990)
- Distinguished Service Award (1991, EAAP)
- Aranyérem (2001, Szent István Egyetem)
- Arany János Közalapítvány Nagydíja (2001)

## Tudományos társulati tagságai, tisztségei
- A Magyar Agrártudományi Egyesület (MAE) Állattenyésztők Társaságának örökös elnöke[6]
- Az Állattenyésztők Európai Szövetségének (EAAP, FEZ) tagja, majd 1970-től alelnöke

## Műveiből
Tudományos tevékenysége felölelte a baromfi-, a sertés- és a szarvasmarha-tenyésztés területét. Számos nemzetközi konferencia, szimpózium és világkongresszus felkért előadója angol, német és francia nyelven előadó, vitaképes tárgyalásvezetôje volt. Publikált tanulmányainak és előadásainak száma jóval meghaladja a 200-at. Írt 12 könyvet, illetve könyvrészletet és nagyszámú szakcikket.
- A baromfiak minőségi ellenőrzése és törzskönyvelésének megszervezése, (Budapest), (Pátria Ny.), 1938. 5, (3) oldal
- A bikák tenyészértékének megállapítása, Budapest, Pátria Ny., 1938. 20 oldal
- A heterózistenyésztés kilátásai Magyarországon a szarvasmarha hústermelésében, Budapest, Akad. Ny., 1956 (!1957). 71-77. oldalak
- A jersey keresztezések genetikai konstrukciója, Budapest, Akad. Kiadó, 1960 Budapest, Akad. Ny. 141-150. oldalak, 1 t.
- A kvantitatív genetika és kihatása az állattenyésztési technikára, Budapest, Akad. Kiadó, 1956 Budapest, Akad. Ny. 159-176. oldalak, 1 t.
- A szarvasmarhatenyésztés iránya és a termelési típus, valamint a fajták és populációk értékelésének módszerei, Budapest, Akad. Kiadó, 1962 Budapest, Akad. Ny. 1-17. oldalak
- A tartós teljesítmény az állattenyésztésben, (Budapest), (Pátria Ny.), 1939. 4 oldal
- A világ szarvasmarhafajtái, értékelésük és nemesítésük, Dohy Jánossal, (közrem. Czakó József, Szent Iványi Tamás). Budapest, Mezőgazd. Kiadó, 1970 Debrecen, Alföldi Ny. 253 oldal, illusztrált
- Adatok a haszonállatelőállító keresztezés gazdasági, biológiai és tenyésztéstechnikai kérdéseihez, különös tekintettel a magyarországi kutatási eredményekre, doktori értekezés tételei, (kiad. a Tudományos Minősítő Bizottság). Budapest, (Tudományos Minősítő Bizottság), 1954. Budapest, Akad. Ny. 8 oldal
- Adatok a heterózis és a keresztezések értékeléséhez a jersey szarvasmarha keresztezési kísérletek eredményei alapján, Budapest, Akad. Kiadó, 1962 Budapest, Akad. Ny. 291-320. oldalak, illusztrált
- Állattenyésztés (szerk. Horn Artúr). Budapest, Mezőgazd. Kiadó, 1976. 3 köt.
- Állattenyésztési enciklopédia, (szerk. Horn Artúr), 4. átd. kiad. Budapest, Mezőgazd. K., 1966 Budapest, Kossuth Ny. 3 db, illusztrált
- Állattenyésztési enciklopédia, (szerk. Horn Artúr). 5. átd. kiad. Budapest, Mezőgazd. Kiadó, 1971 Budapest, Franklin Ny. 3 db, illusztrált
- Állattenyésztési enciklopédia, 1. köt. (szerk. Horn Artúr). 5. átd. kiad. (Budapest), (s.n.), (1973). 466-535. oldalak
- Állattenyésztésünk fejlesztésének lehetőségei. Az 1976-1980. évek kutatási eredményei, (szerk. Horn Artúr, Keserű János, Szentmihályi Sándor, összeáll. Ádám Tamás et al.). Mezőgazd. Kvk., 1982 (Pécs), Pécsi Szikra. 291 oldal
- Általános állattenyésztés, (a 2. fejezetet Bálint Andor, a 7. fejezetet Mészáros István írta). Budapest, Mezőgazd. Kiadó, 1955 Budapest, Szikra Ny. 663 oldal, 3 tábla (Agrártudományi Egyetem tankönyvei)
- Általános állattenyésztés, 1976. Budapest, Kossuth Ny. 602 l., illusztrált
- Általános állattenyésztés, (közrem. Fekete Lajos). 528 oldal
- Az állatgenetika alapjai, a szarvasmarha-egészségügyi szakállatorvosi szak hallgatói részére. (kiad. az) Állatorvostudományi Egyetem Továbbképzési Osztály. Budapest, 1975, 67 fol.
- Az állattenyésztés biológiai alapjai és módszerei. Budapest, Főv. Ny. soksz. (1960). 25 oldal (Falusi füzetek Tudományos Ismeretterjesztő Társulat)
- Az ivadékvizsgálat bikák rangsorolásának elvei, különös tekintettel a vegyeshasznosítású fajtákra. (Budapest), OMGK (1960) (Budapest), soksz. 7 oldal
- Befolyásolható-e az állatok ivararánya? (Budapest), (Pátria Ny.), 1939. 9, (1) oldal
- Beszámoló a Magyarországra behozott Jersey marha termelékenységéről és honosodásáról. (Süpek Zoltánnal). Budapest, Akad. Kiadó, 1959 Budapest, Akad. Ny. 73-87. oldalak, illusztrált
- Beszámoló jersey keresztezésből származó növendékbikák hízlalási és vágási eredményeiről. Budapest, Akad. Kiadó, 1962 Budapest, Akad. Ny. 159-177. oldalak, illusztrált
- Commercial crossing of porker-and lard-type pig. (!) breeds with special reference to biological characteristics, Budapest, Akad. Kiadó, 1957 Budapest, Akad. Ny. 243-257. oldalak
- Contribution to the economic, biological and zootechnical problems of commercial crossing with special reference to the results of research work in Hungary, Budapest, Akad. Kiadó, 1955 (!1956) Budapest, Akad. Ny. 451-489. oldalak
- Die Heritabilität (h2) im Dienste der Tierzucht mit besonderer Berücksichtigung der Forschungen in Ungarn, Budapest, Akad. Ny., 1960. 107-122. oldalak, illusztrált
- Egyszerűsített eljárás a szarvasmarhák tejelésellenőrzésére, Budapest, (1950) Budapest, Franklin Ny. 147-159. oldalak
- Eine neue zuchttechnische Methode zur Hebung der Mastfähigkeit der Schweine. (Budapest), Akad. Kiadó, 1954 (!1955) (Budapest), Akad. Ny. 423-432. oldalak
- Hozzászólás a sok tej – híg tej kérdéséhez, (Budapest), (Pátria Ny.), 1936. 6, (2) oldal
- Időszerű kérdések a szarvasmarhatenyésztés köréből, (szerk. Horn Artur, Vladimir Koželuha). Budapest, Mezőgazd. Kiadó, 1963 Budapest, Franklin Ny. 275 oldal, illusztrált
- Magyar tarka és magyar tarka x Jersey F növendékek fejlődésének összehasonlító vizsgálata. Budapest, Akad. Kiadó, 1960 Budapest, Akad. Ny. 401-416. oldalak
- Novyj metod dlâ vnutrihozâjstvennogo pogolovnogo issledovaniâ sposobnosti k otkormu svinej mangalica (Társszerz. F. Kertész, L. Csire). Budapest, Akad. Kiadó, 1953. Budapest, Akad. Ny. 303-316. oldalak
- Örökléstani alapismeretek, különös tekintettel a baromfitenyésztésre. Budapest, A Baromfitenyésztők Orsz. Egyesülete, 1938. 31, (1) oldal
- Sertéstenyésztés (Schandl József, Horn Artur, Kertész Ferenc). Budapest, Mezőgazd. Kiadó, 1953 Budapest, Szikra Ny. 195 oldal, 8 tábla (Agrártudományi Egyetem tankönyvei)
- Sertéstenyésztés (Schandl József, Horn Artur, Kertész Ferenc). 2., átd. kiad. Budapest, Mezőgazd. Kiadó, 1956 Budapest, Szikra Ny. 246 oldal
- Sertéstenyésztés (Schandl József, Horn Artur, Kertész Ferenc). 3., átd. kiad. Budapest, Mezőgazd. Kiadó, 1961 Budapest, Kossuth Ny. 239 oldal, 2 t.
- Szarvasmarhatenyésztés, 466 oldal, 1 tábla
- Szarvasmarhatenyésztés (írta Horn Artúr et al.), 1976 Budapest, Kossuth Ny. 507 l., illusztrált
- Szarvasmarhatenyésztés, 475 oldal, 2 tábla
- Szarvasmarhatenyésztés, szerk. Horn Artúr (Jasiorovsky, H. A., Schwark, H. J. és Plesnik, J. társszerzőkkel) Budapest, Mezőgazd. Kiadó, 1973 Budapest, Franklin Ny. 931 oldal, illusztrált (Ugyanez német és lengyel nyelven)
- Tangl Harald tudományos népszerűsítő munkája az Agrártudományi Egyesületben. 11-12. oldalak
- Új tenyésztéstechnikai módszer a sertések termelékenységének növelésére. (G. W. Stahl et al. hozzászólásával). Budapest, Akad. Kiadó, 1954 Budapest, Akad. Ny. 337-363. oldalak
- Újabb irányelvek a szarvasmarhatenyésztésben, a szarvasmarhatörzskönyvelés két évtizedes adatainak hasznosítása a tenyésztésben, Budapest, Pátria Ny., 1942. 206, 2 oldal
- Vliânie na razmera i tipa nagovedata vǎrhu mlečnata i mesnata im produktivnost, V. Boyo, A. Dunay. 30-33. oldalak
- Všeobecná zootechnika, Artur Horn (spoluprac. Andor Bálint, István Mészáros), (prelož. Frantisek Rosival, Frantisek Schwarz). Bratislava, SAV, 1958. 719 oldal, illusztrált

Akadémiai székfoglaló előadásai:
- Adatok a heterózis és a keresztezések értékeléséhez a jersey szarvasmarha keresztezési kísérletek eredményei alapján (Elhangzott: 1961. 12. 05.)
- Állatpopulációk integrált értékelése az állati termékelőállítás gazdaságosabbá tétele érdekében (Elhangzott: 1968. 06. 24.)

## Emlékezete

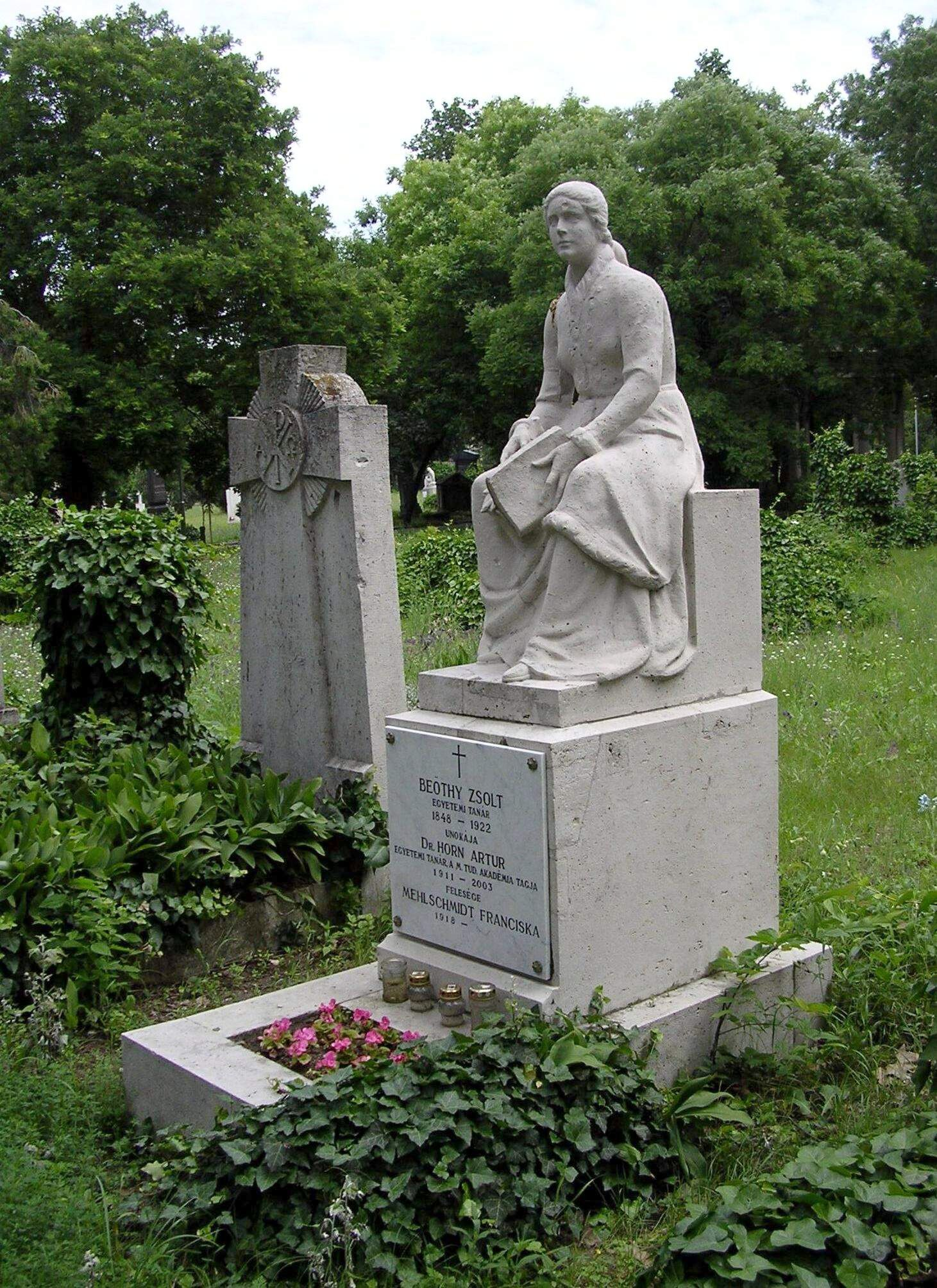
Sírja a Fiumei úti sírkertben (36/2-1-38) 2008-ban, Kallós Ede alkotása (1930)

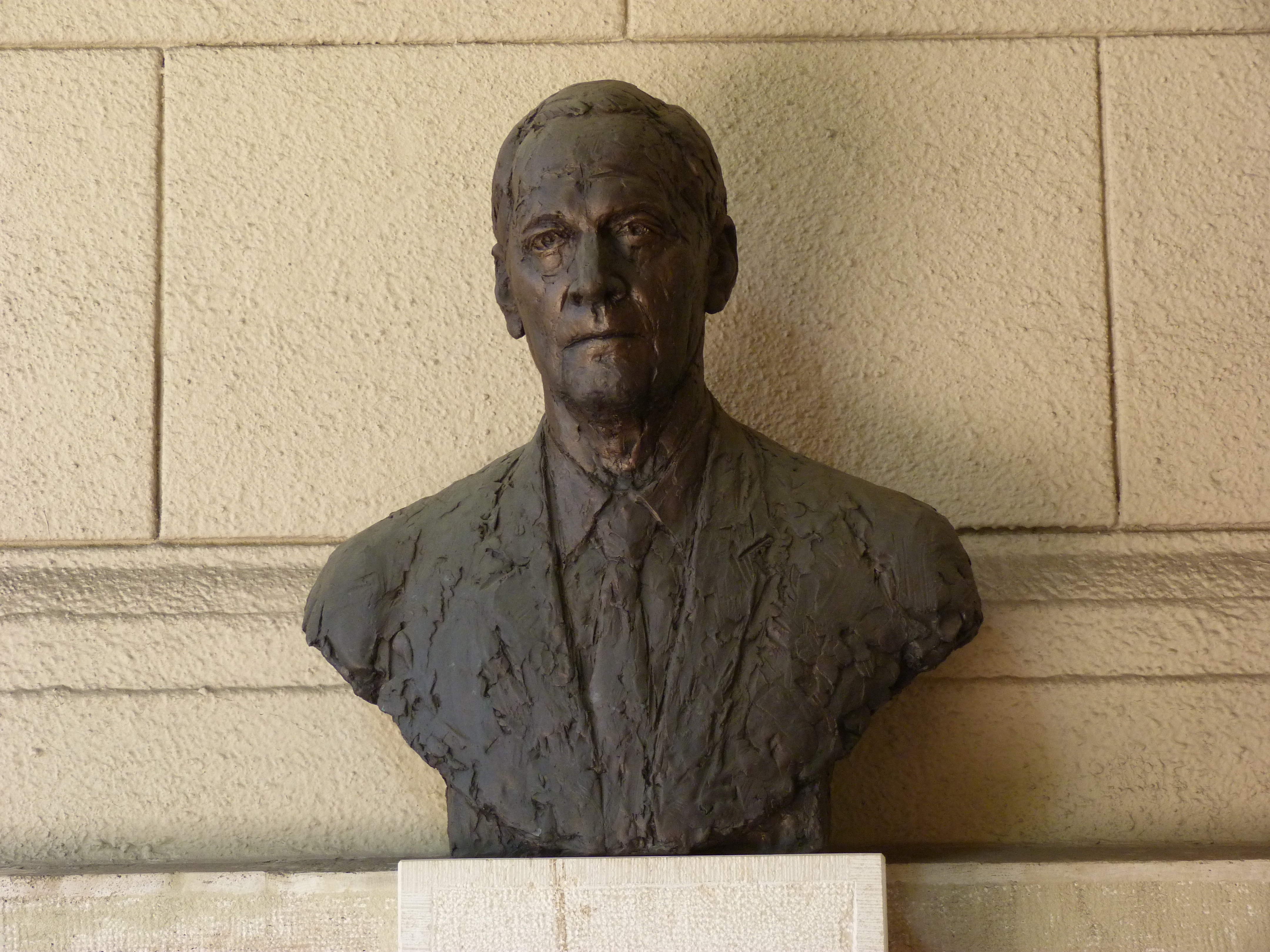
Horn Artúr mellszobra a budapesti Kossuth téren, a Mezőgazdasági Minisztérium falán. Alkotó: Tóth Béla szobrász, 2010.

- 2003. december 9-én helyezték hamvait a Fiumei úti sírkert (Kerepesi úti temető) 36/2. parcellájának 1. sor 38. sírhelyén, anyai nagyapja, Beöthy Zsolt egyetemi tanár sírjába. A síremlék mészkő talapzatán egy fiatal nő mészkőszobra látható, Kallós Ede szobrászművész alkotása.
- Horn Artúr-díj[7] őrzi emlékét, melyet a Magyar Állattenyésztők Szövetsége (MÁSZ) 2000-ben alapított az állattenyésztési genetikában kiváló eredményeket elért személyek jutalmazására. A díjérmet Domonkos Béla szobrászművész készítette.[8]